# Enhydris plumbea
Enhydris plumbea е вид змия от семейство Смокообразни (Colubridae).

## Разпространение
Видът е разпространен във Виетнам, Индия, Индонезия, Камбоджа, Китай, Лаос, Малайзия, Мианмар, Провинции в КНР, Тайван, Тайланд и Хонконг.